# マーヴィン・ハムリッシュ
マーヴィン・ハムリッシュ（Marvin Hamlisch、1944年6月2日 - 2012年8月6日）は、アメリカ、ニューヨーク出身の作曲家。
ユダヤ系オーストリア人の家庭に生まれる。エミー賞、グラミー賞、アカデミー賞、トニー賞、ゴールデングローブ賞、ピューリッツァー賞をすべて受賞した人物はこのハムリッシュとリチャード・ロジャースの2人しかいない。
2012年8月6日、病気のためロサンゼルスで死去した。68歳没。

## 舞台
- コーラスライン A Chorus Line （1975年）
- They're Playing Our Song （1978年）
- Jean Seberg （1983年）
- Smile （1986年）
- グッバイガール The Goodbye Girl （1993年）
- Sweet Smell of Success: The Musical （2002年）
- Imaginary Friends （2002年）

## 映画音楽
- 泳ぐひと The Swimmer （1968年）
- 幸せはパリで The April Fools （1969年）
- 泥棒野郎 Take the Money and Run （1969年）
- コッチおじさん Kotch （1971年）
- ウディ・アレンのバナナ Bananas （1971年）
- テキサス大強盗団 Something Big (1971)
- セイブ・ザ・タイガー Save The Tiger （1973年）
- 追憶 The Way We Were （1973年）
- スティング The Sting （1974年）
- 007 私を愛したスパイ The Spy Who Loved Me （1977年）
- アイス・キャッスル Ice Castles （1978年）
- 結婚ゲーム Starting Over （1979年）
- チャンプ The Champ (1979年) (主題歌"If You Remember Me"のみ、作詞：キャロル・ベイヤー・セイガー、歌:クリス・トンプソン)
- 昔みたい Seems Like Old Times （1980年）
- 普通の人々 Ordinary People （1980年）
- ペニーズ・フロム・ヘブン Pennies from Heaven （1981年）
- ソフィーの選択 Sophie's Choice （1982年）
- ダリル/秘められた巨大な謎を追って D.A.R.Y.L. （1985年）
- コーラスライン A Chorus Line （1985年）
- スリーメン&ベビー Three Men and a Baby （1987年）
- 乙女座殺人事件 The January Man （1989年）
- 恋のためらい/フランキーとジョニー Frankie and Johnny （1991年）
- マンハッタン・ラプソディ The Mirror Has Two Faces （1996年）
- 恋するリベラーチェ Behind the Candelabra （2013年）